# Opsitycha
Opsitycha är ett släkte av fjärilar. Opsitycha ingår i familjen praktmalar, Oecophoridae.
Kladogram enligt Catalogue of Life:
| Opsitycha | \| \| Opsitycha delotypa \| \| \| \| \| \| Opsitycha livens \| \| \| \| \| \| Opsitycha microstictis \| \| \| \| \| \| Opsitycha squalidella \| \| \| \| |
|           | \| \| Opsitycha delotypa \| \| \| \| \| \| Opsitycha livens \| \| \| \| \| \| Opsitycha microstictis \| \| \| \| \| \| Opsitycha squalidella \| \| \| \| |
|           | Opsitycha delotypa |
|           | |
|           | Opsitycha livens |
|           | |
|           | Opsitycha microstictis |
|           | |
|           | Opsitycha squalidella |
|           | |